# Jakob Tischhauser
Jakob Tischhauser (* 26. März 1942 in Parpan) ist ein ehemaliger Schweizer Skirennfahrer. Er war auf die Disziplinen Riesenslalom und Slalom spezialisiert.

## Biografie
Internationale Beachtung fand Tischhauser erstmals bei den Weltmeisterschaften 1966 in Portillo, als er nur knapp eine Medaille verpasste und Vierter wurde. Die ersten Punkte in einem Weltcuprennen holte er am 9. Januar 1967 als Fünfter des Riesenslaloms von Adelboden. In der Weltcup-Premierensaison blieb dies jedoch sein einziges zählbares Ergebnis, er gewann hingegen die Schweizer Slalom-Meisterschaft. Jakob Tischhauser war auch für die Olympischen Winterspiele 1968 qualifiziert, konnte jedoch wegen einer Blinddarm-Erkrankung kurzfristig nicht teilnehmen. Er fuhr aber beim ersten nacholympischen Rennen in Oslo wiederum auf den fünften Platz.
Mit vier Podestplätzen im Riesenslalom war der Winter 1968/69 Tischhausers erfolgreichste Saison. In Åre und Squaw Valley wurde er hinter Jean-Noël Augert bzw. Reinhard Tritscher jeweils Zweiter, in Mont Sainte-Anne und Waterville Valley jeweils Dritter. In der Disziplinenwertung belegte er den vierten Platz. Zu Beginn der Saison 1969/70 erzielte er in Lienz nochmals einen dritten Platz. Es folgten sechs weitere Top-10-Klassierungen. Nach dem Gewinn der Schweizer Riesenslalom-Meisterschaft am Saisonende trat er vom Spitzensport zurück.
Tischhauser ist von Beruf Kaufmann und war Inhaber eines Sportgeschäfts in St. Moritz. Er ist verheiratet und lebt in Hünenberg.

## Erfolge
- 14 Platzierungen unter den besten zehn im Weltcup, davon 5 Podestplätze
- Weltmeisterschaften 1966 Portillo: 4. Riesenslalom
- 2 Schweizer Meistertitel: Slalom 1967, Riesenslalom 1970